# Adachi (Klan)

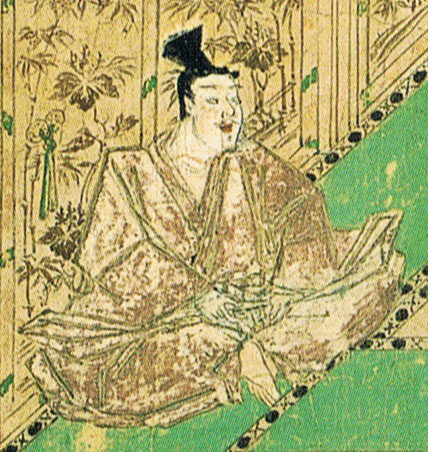
Adachi Yasumori (s. u.)

Die Adachi (japanisch 安達氏) waren eine alte Familie des japanischen Schwertadels (Buke) aus der Provinz Dewa, die sich von Fujiwara no Yamakage (藤原 山蔭, 824–888) ableitete.

## Genealogie
- Morinaga (盛長; † 1200) nahm an der Seite von Minamoto no Yoritomo am Kampf gegen die Taira teil. Nach dem Triumph seiner Seite wurde er Mönch unter dem Namen Rensai.
- Kagemori (景盛; † 1248), der älteste Sohn von Morinaga, diente unter Minamoto no Yoriie. Im Jahr 1218 erhielt er die Domäne von Akita zurück und wurde der erste, der den Titel „Akitajō no Suke“ (秋田城の介) trug. Nach dem Tode Minamoto no Sanetomos schor er sein Haupt, nannte sich Gakuchi und zog sich in das Kloster auf dem Berg Kōya zurück. Er wird daher auch „Kōya-Nyūdō“ (高野入道) genannt und ist vor allem unter diesem Namen bekannt. – Zur Zeit der kriegerischen Jōkyū-Auseinandersetzungen um 1221 marschierte er zusammen mit Hōjō Tokifusa (北条 時房; 1175–1240) gegen Kyōto und besiegte die kaiserliche Armee. Seine Tochter, die Hōjō Tokiuji (北条 時氏; 1203–1230) geheiratet hatte, war die Mutter von Hōjō Tsunetoki (北条 経時; 1224–1246) und Tokiyori (1227–1263), und als Letzterer Shikken wurde, wuchs auch Kagemoris Einfluss. Er setzte alles, was in seiner Macht stand, daran, den Miura-Klan 1247 auszulöschen.
- Yoshikage (義景; † 1255) war ein Sohn Kagemoris. Er war Akitajō no suke und Mitglied der Hyōjōshū.[A 1] Nach dem Tode des Kaisers Shijō im Jahr 1224 wünschte sich Fujiwara no Michiie (藤原 道家; 1192–1252), dass sein Enkel Prinz Tadanori Nachfolger werde. Hōjō Yasutoki (1183–1242) war dagegen und sandte Yoshikage nach Kyōto, um Prinz Kunihito als Kaiser Go-Saga einzusetzen. 1254 erkrankte Yoshikage, schor sein Haupt und nannte sich Ganchi. Er starb im Jahr darauf.
- Yasumori (泰盛; † 1285) war der dritte Sohn von Yoshikage. Er übernahm alle Pflichten und Titel seines Vaters. Seine Tochter heiratete Hōjō Tokimune (1251–1284) und wurde die Mutter von Hōjō Sadatoki (貞時; 1270–1311). Als letzterer im Jahr 1284 Shikken wurde, erfreuten sich Yasumori und sein Sohn Munekage zunächst großen Ansehens. Aber Taira no Yoritsuna, Shitsuji[A 2] unter Sadatoki, klagte sie an wegen eines geplanten Angriffs auf den jungen Shikken und informierte in dieser Weise auch den Shōgun. Sadatoki glaubte diesen Anschuldigungen und ließ 1285 die ganze Familie Adachi auslöschen.

## Bilder

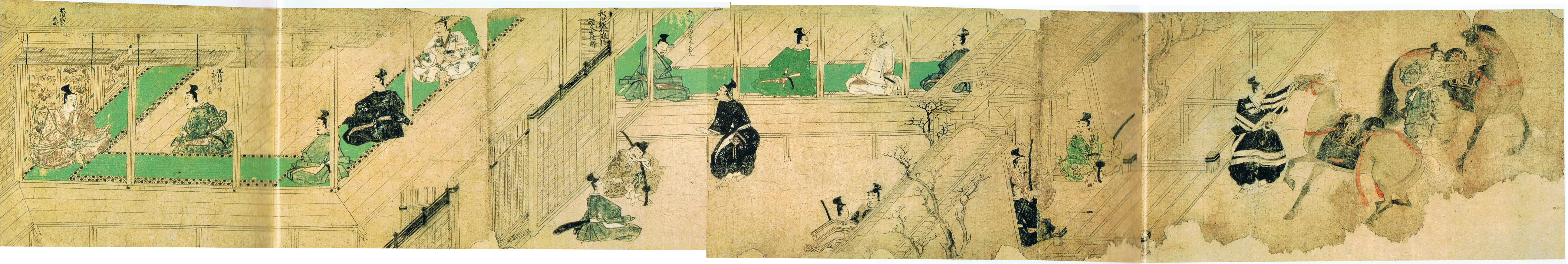
Ganz links: Adachi Yasumori (Aus dem Mōko Shūrai Ekotoba)